# 天主教阿布賈總教區
天主教阿布賈總教區（拉丁語：Archidioecesis Abugensis）是尼日利亞一個羅馬天主教教省總教區，位於首都阿布賈，下轄七個教區。此總教區是該國九個總教區之一。
2009年有教友538,000人（佔轄區總人口18%）、四十個堂區、112名司鐸。
現任總主教為依納爵·阿堯·凱加馬，榮休總主教為若望·奧奈耶坎樞機。
1981年11月6日設自治傳教區。1989年6月19日升為教區，1994年3月26日升為總教區。